# Oakley (Suffolk)
Pour les articles homonymes, voir Oakley.
Oakley est un village d'Angleterre situé tout au nord du Suffolk, sur la rive sud de la Waveney. Il appartient à la paroisse civile de Brome and Oakley, créée en 1982 par fusion des paroisses de Brome (en) et Oakley.